# Libickozma
Libickozma is een plaats (község) en gemeente in het Hongaarse comitaat Somogy. Libickozma telt 39 inwoners (2009).